# 希薩里亞

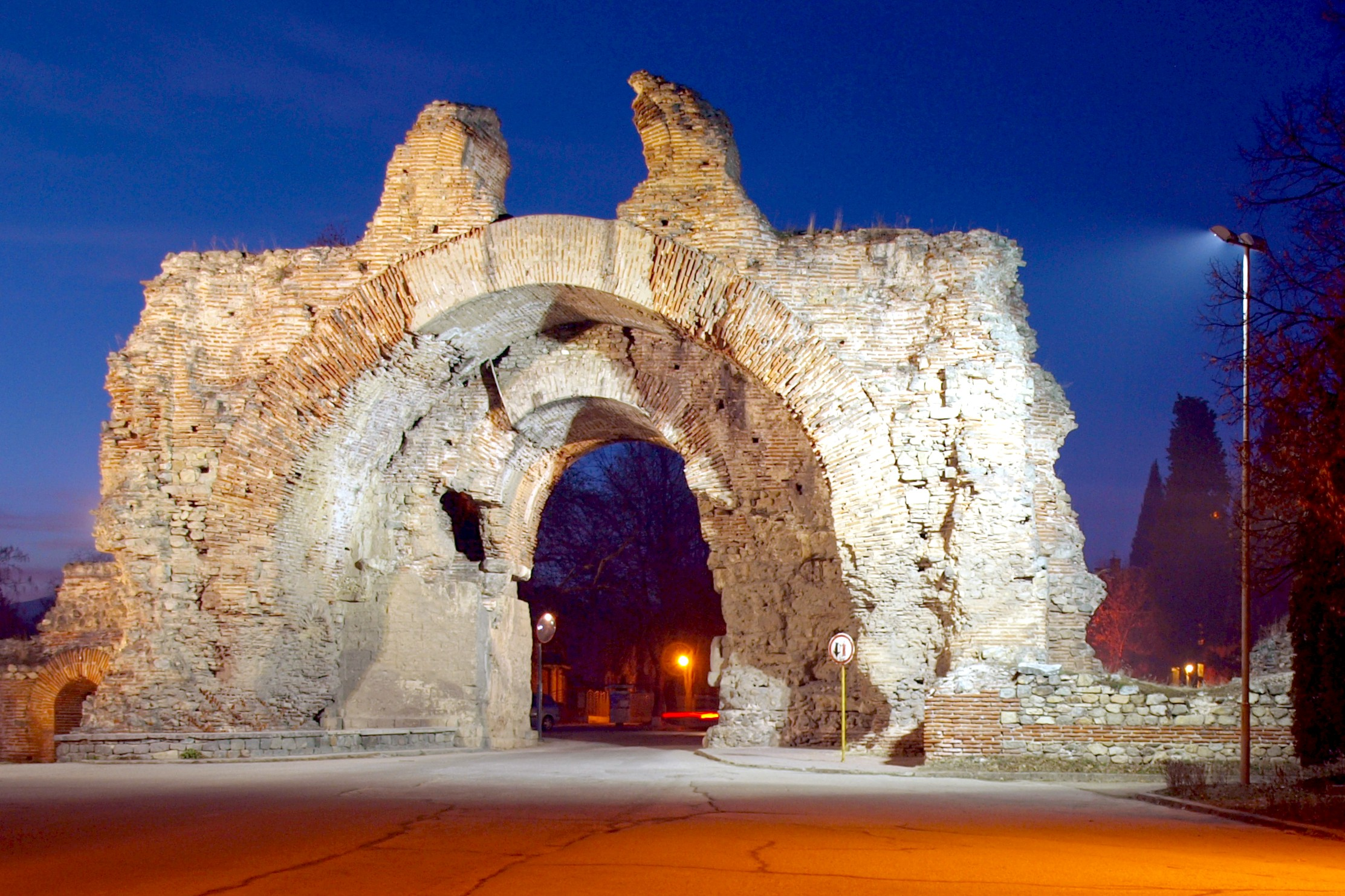

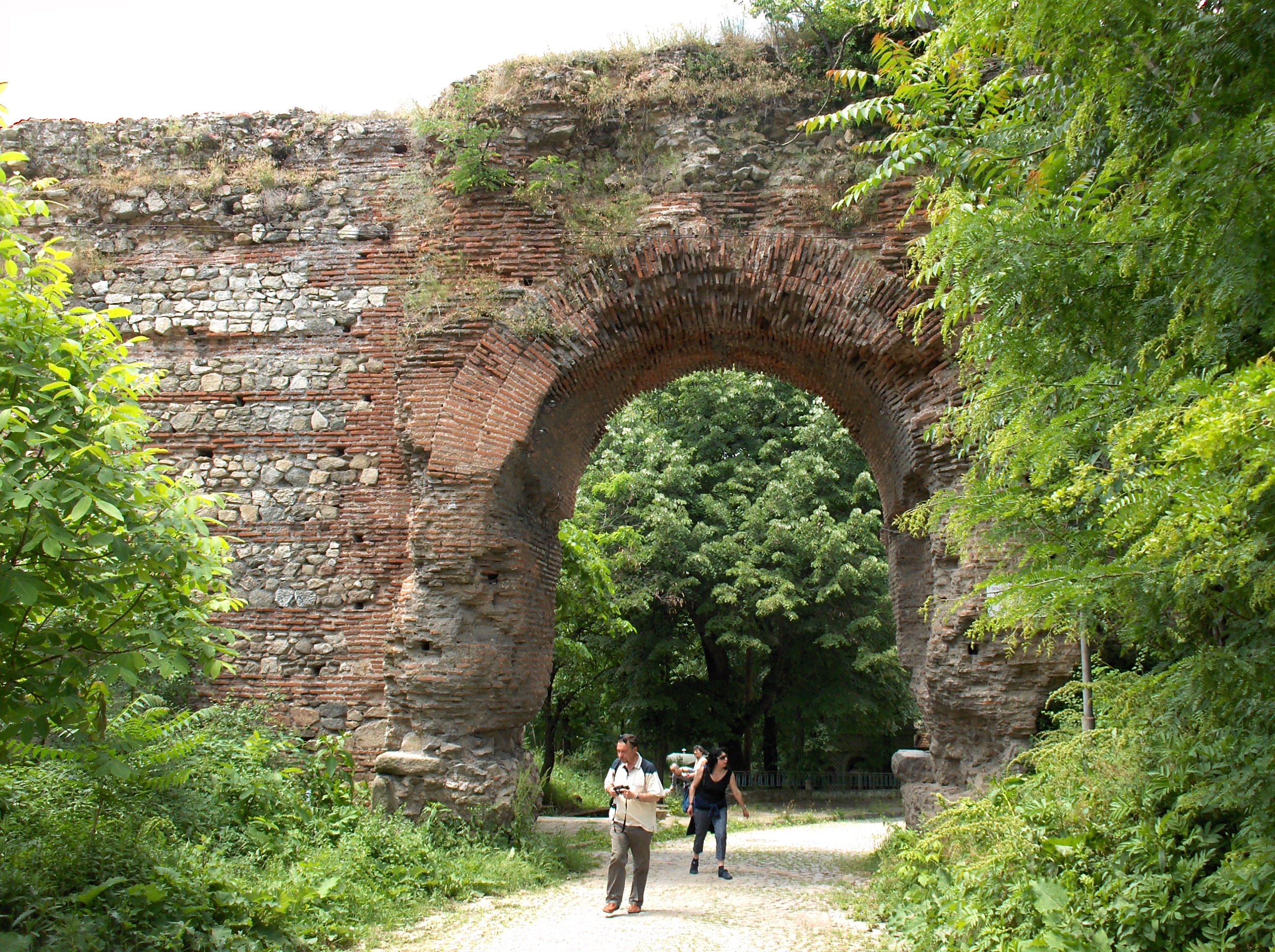

希薩里亞是保加利亞的城鎮，位於該國中部，距離首府普羅夫迪夫约40公里，由普羅夫迪夫州負責管轄，海拔高度346米，气候类型为大陸性氣候，2005年人口9,513人。
42°30′N 24°42′E / 42.500°N 24.700°E